# WallaMe
WallaMe era una app per dispositivi iOS e Android che permette agli utenti di nascondere e condividere messaggi nel mondo reale sfruttando la realtà aumentata.
L'utente può scattare una foto a una superficie intorno a sé, e aggiungere scritte, disegni a mano libera, sticker e fotografie. Una volta completato il proprio messaggio (detto Wall), questo verrà geolocalizzato e resterà visibile, attraverso il visore incluso nell'interfaccia della app, a tutti coloro che si troveranno in quel luogo; in alternativa, si può rendere privato il proprio wall, lasciandolo visibile solo a persone specifiche.
Tutti i wall realizzati nel mondo possono essere visti in un feed simile a quello di social network come Facebook e Instagram, e possono ricevere “like”, essere commentati o condivisi al di fuori della app. Le funzioni di WallaMe sono utilizzate dagli utenti in particolare per realizzare graffiti digitali e messaggi di prossimità. In data giugno 2016 i Wall in realtà aumentata creati dagli utenti di WallaMe sono presenti in 94 stati del mondo.

## Sviluppatori
WallaMe è creato da WallaMe Ltd, startup fondata a Londra nel 2015 da un team italiano: Stefano Iotti (CEO), Sirio Zuelli (CTO), Ivan Galletti e Andrea Guidetti. VentureBeat ha inserito la società nella sua lista delle 100 giovani startup degne di nota.

## Riconoscimenti
WallaMe è stata ospitata nella home page di Product Hunt.